# Planiloricaria cryptodon
Planiloricaria cryptodon — єдиний вид роду Planiloricaria з групи Pseudohemiodon триби Loricariini з підродини Loricariinae родини Лорікарієві ряду сомоподібні. Наукова назва походить від латинських слів planus, тобто «плаский», та lorica — «панцир зі шкіри». Інша назва «ложкоголовий батогохвіст».

## Опис
Загальна довжина сягає до 21,5 см. Голова широка, округла, морда витягнута. Очі невеличкі, без райдужної оболонки. Статевозрілі самці мають збільшену нижню губу. Зуби дрібні, на передщелепній кістці відсутні. Тулуб витягнутий, стрункий, сильно стиснутий з боків, хвостове стебло тонке. Спинний плавець великий, довгий, перший промінь дуже довгий. Жировий плавець відсутній. Грудні плавці витягнуті. Черевні плавці невеличкі, у самиць вони довші. Анальний плавець спрямовано донизу, з короткою основою. Генітальна область самців подовжена і вузьке, у самиць — округла й велика. Хвостовий плавець короткий, кінчик його верхньої лопаті доволі довгий.
Забарвлення темно-сіре з коричнюватими цяточками від носа до хвоста у верхній частині тіла. Нижня частина й черево біло-кремового кольору.

## Спосіб життя
Біологія вивчена недостатньо. Це демерсальна риба. Воліє до прісних і чистих водойм. Полюбляє великі річки зі стрімкою течією та піщаним ґрунтом. Тримається біля дна. Активний у присмерку та вночі. Живиться личинками комах, дафніями, іншими водними організмами.
Самець виношує кладку ікри на губі.

## Розповсюдження
Мешкає в басейні річок Маморе, Амазонка, Укаялі і Пурус — у межах Бразилії, Перу та Болівії.